# 中華職棒25年轉播爭議
中華職棒25年轉播爭議為中華職棒25年（西元2014年、民國103年）時，在轉播權上造成的一連串爭議。時任中華職棒會長黃鎮台雖因此而請辭，但也使中華職棒邁向多頻道轉播。

## 背景
中華職棒25年於開季前，因緯來電視網的轉播合約到期，故中華職業棒球大聯盟（以下簡稱聯盟）進行了新的合約談判。另外，由於前一年舉辦的2013年世界棒球經典賽中，中華成棒隊拿下賽事歷史上最佳的第8名，以及多位旅外球星回台加入中華職棒、前美國職棒大聯盟球星曼尼·拉米瑞茲加入義大犀牛所引發的熱潮等誘因下，使得台灣棒球生態出現生機，讓中華職棒25年的轉播權競爭呈現空前的激烈。

## 事件發展
2013年10月，中職決定2014年~2020年賽事轉播權重新招標。
2013年12月2日，包含原轉播單位緯來，新競爭者民視、FOX體育台、公視、愛爾達電視等媒體皆有和聯盟進行談判。
2013年12月10日，愛爾達電視與聯盟達成2014年非獨家轉播權之初步協議。
2013年12月20日，緯來電視網副總經理何孝齊到中華職棒大聯盟本部拜訪會長黃鎮台，洽詢有關「製播分離」之各項事宜。
2014年1月24日，聯盟及四球團與MP & Silva達成協議，除聯盟在網路、行動平台上保留中華職棒獨家經營之CPBLTV非獨家轉播權（以及愛爾達之2014年非獨家轉播權）外，由MP & Silva獨家取得中華職棒所有賽事之製播與轉播權利。
2014年2月12日至3月18日，緯來與MP & Silva談判4次，皆無共識。
2014年2月21日，聯盟與愛爾達簽署2014年非獨家轉播權合約（不含熱身賽）。
2014年3月7日，官辦熱身賽前夕，聯盟提前試播CPBLTV。
2014年3月20日，聯盟與MP & Silva決定由博斯運動頻道取得轉播權，並由民視負責比賽拍攝錄製。 該頻道顧問、資深體育主播錢定遠籌組球評團隊。博斯為了能在有線電視系統上架決定授權讓業者免費試播二週，但效果不大；也由於始終無法上架造成觀眾收視不便。31日會長黃鎮台向球迷道歉。当日，原緯來體育台主播徐展元加入博斯。
2014年4月17日，博斯跟華視達成協議，華視宣布將從4月20日開始起接收博斯運動網訊號轉播中華職棒，將固定週日下午在華視主頻及華視HD頻道轉播職棒。
2014年4月31日，壹周刊取得中華職棒聯盟與跨國媒體集團MP & Silva合約並報導部分內容。
2014年5月1日，中職會長黃鎮台表示不確定合約如何外流，但因合約附有保密條款，故去函各球團注意。
2014年7月1日，博斯以CPBLTV的收費可能侵害博斯權益為由，加上上架一般有線電視系統頻頻受阻，揚言退出轉播行列，但最後仍承諾只要有訊號，轉播至球季結束。
2014年7月18日，MP & Silva以聯盟違約為由，終止與聯盟的合約關係，並表示基於合約內保密條款無法透漏具體違約行為。 同時由於博斯取得的轉播權是和MP & Silva取得，聯盟於7月21日起停止提供予博斯訊號。而合作的華視則是與愛爾達電視合作轉播完明星賽中華職棒明星賽後，暫停播出。

## 後續
2014年7月25日，聯盟會長黃鎮台宣布引咎辭職，28日的聯盟常務理事會通過。
2014年8月5日，統一7-ELEVEn獅和FOX體育台簽約轉播主場賽事，於與MP & Silva解約後，中華職棒賽事重回有線電視。
2014年8月6日，繼統一7-ELEVEn獅後，中信兄弟與義大犀牛和緯來電視網簽約轉播主場賽事。
2014年8月7日，緯來育樂台直播在新莊球場進行的中信兄弟與義大犀牛之戰；正式重返中職轉播。
2014年8月8日，中信兄弟與Lamigo桃猿相互授權談判未果，使緯來無法直播該日及9日的賽事。所幸9日晚間二隊確認相互授權。10日緯來恢復賽事直播。
2014年8月11日，Lamigo桃猿也和FOX體育台簽約轉播主場賽事。
2014年8月13日，FOX體育台直播在桃園球場進行的Lamigo桃猿與義大犀牛之戰；並邀請博斯無限台台長徐展元擔任球評。當日舉行的理事會議中將相互授權規定納入規章；中華職棒轉播邁入多頻道時代。

## 外部連結
- 中華職棒25年轉播爭議在台灣棒球維基館上的頁面（繁體中文）